# Tiruvaca hollowayi
Tiruvaca hollowayi là một loài bướm đêm trong họ Noctuidae.